# 아이 아이리
아이 아이리(일본어: 愛あいり, 1985년 7월 23일 ~ )는 일본의 성인 비디오 여배우다. 아티컬에 소속되어 있었으며, 2008년 5월에 데뷔해 2011년 6월 은퇴하였다.